# 치어 댄스
《치어 댄스》(チア☆ダン～女子高生がチアダンスで全米制覇しちゃったホントの話～→치어☆댄스: 여고생들이 치어 댄스로 미국 제패한 실제 이야기)는 2017년 개봉한 일본의 청춘 스포츠 영화이다.

## 출연
- 히로세 스즈 - 히카리
- 나카죠 아야미 - 아야노
- 아마미 유키 - 카오루코
- 야마자키 히로나 - 유이
- 토미타 미우 - 타에코
- 후쿠하라 하루카 - 아유미
- 야나기 유리나 - 레이카
- 마켄유 - 코스케
- 켄타로 - 히로시
- 히즈키 하나
- 키노시타 타카유키
- 안도 타마에
- 히다 야스히토

## 텔레비전 드라마

### 출연 (드라마)
- 후지타니 와카바 - 츠치야 타오
- 키류 시오리 - 이시이 안나
- 사쿠라자와 아사코 - 사쿠마 유이
- 시바타 마키 - 야마모토 마이카
- 쿠리하라 나기사 - 아사히나 아야
- 에노키 타에코 - 오오토모 카렌
- 타치바나 호노카 - 야나이 유메나
- 하스미 코토 - 시다 사라
- 우루시도 타로 - 오다기리 조
- 크바키야마 하루마 - 시미즈 히로야

### 방송 날짜 (드라마)
| 각 화                                                      | 방송일   | 부제                                                                    | 각본            | 연출            | 시청률 |
| ---------------------------------------------------------- | -------- | ----------------------------------------------------------------------- | --------------- | --------------- | ------ |
| STORY1                                                     | 7월 13일 | 노려라 미국 전역 제패! 못난 고교생이 수없는 꿈에 도전하는 기적의 이야기 | 고토 노리코     | 후쿠다 료스케   | 8.5%   |
| STORY2                                                     | 7월 20일 | 지금 이게 하고 싶어! 꿈을 쫓는 새로운 동료                              | 고토 노리코     | 후쿠다 료스케   | 8.6%   |
| STORY3                                                     | 7월 27일 | 첫 대회에서 대실패...못난 고문 타로가 눈물의 외침!                      | 토쿠오 코지     | 카네코 후미노리 | 6.6%   |
| STORY4                                                     | 8월 3일  | 누군가를 웃게하기 위해 ... 댄스가 일으키는 기적                         | 토쿠오 코지     | 카네코 후미노리 | 7.3%   |
| STORY5                                                     | 8월 10일 | 동료를 다치게 하는건 용서 할 수 없어! 학원제의 약속                     | 토쿠오 코지     | 후쿠다 료스케   | 5.5%   |
| STORY6                                                     | 8월 17일 | 타로 선생님에 닿아라!생명과 눈물의 외침! 고문 부재로 폐부 명령?!        | 기무라 료코     | 오카모토 신고   | 6.1%   |
| STORY7                                                     | 8월 24일 | 20명으로 첫 대회!꿈도 동료도 절대 버리지 않아                           | 와타나베 미사코 | 와타나베 아츠시 | 7.1%   |
| STORY8                                                     | 8월 31일 | 폭행 의혹, 대회 출전 취소!? 온 세상이 의심해도 동료를 믿어!!            | 토쿠오 코지     | 후쿠다 료스케   | 6.6%   |
| STORY9                                                     | 9월 7일  | 부상으로 전국 대회 출전 포기!? 부활한 타로 선생님이 이끄는 기적         | 기무라 료코     | 오카모토 신고   | 6.8%   |
| STORY10                                                    | 9월 14일 | 꿈은 이뤄질 사람은 바뀌어! 오늘 밤, 기적의 라스트 댄스                  | 기무라 료코     | 후쿠다 료스케   | 7.9%   |
| 평균 시청률 7.1% (시청률은 칸토 지구·비디오 리서치사 조사) |          |                                                                         |                 |                 |        |

### 극중 댄스곡
제1화
- 〈Video Killed the Radio Star〉 버글스
- 〈Wild Ones〉 플로 라이다
- 〈We Can’t Move To This〉 엘리 골딩
- 〈Shut Up and Dance〉 워크 더 문
- 〈MIC Drop -Japanese ver.-〉 방탄소년단
- 〈できっこないをやらなくちゃ〉 삼보마스터

제2화
- 〈피 땀 눈물 -Japanese ver.-〉 방탄소년단
- 〈Hope & Dreams〉 MISIA

제3화
- 〈Video Killed the Radio Star〉 버글스
- 〈Wild Ones〉 플로 라이다
- 〈We Can’t Move To This〉 엘리 골딩

제4화
- 〈人にやさしく〉 더 블루 하츠
- 〈MIC Drop -Japanese ver.-〉 방탄소년단

제5화
- 〈明日も〉 SHISHAMO

제6화
- 〈できっこないをやらなくちゃ〉 삼보마스터

제7화
- 〈Shout Out to My Ex〉Little mix
- 〈Wild Ones〉 플로 라이다
- 〈Because We Can〉 팻보이 슬림
- 〈We Can’t Move To This〉 엘리 골딩

제8화
- 〈You'll Never Walk Alone〉 수잔 보일

제9화
- 〈できっこないをやらなくちゃ〉 삼보마스터

제10화
- 〈Cut To The Feeling〉 칼리 레이 젭슨
- 〈Bring Em Out〉 T.I.
- 〈Power〉 Little mix
- 〈Roar〉 케이티 페리
- 〈Problem〉 아리아나 그란데
- 〈Runaway Baby〉 브루노 마스